# Мінімальний обмежувальний прямокутник

Набір геометричних фігур замкнених в своєму мінімальному обмежувальному прямокутнику

Мінімальний обмежувальний прямокутник (англ. minimum bounding rectangle, MBR), також відомий як обмежувальна коробка (англ. bounding box) чи конверт (англ. envelope), це вираження максимальної протяжності двовимірного об'єкта (наприклад точки, відрізка, многокутника) чи множини об'єктів в їх 2-вимірній (x, y) системі координат, тобто значення min(x), max(x), min(y), max(y). MBR - це двовимірний випадок мінімальної обмежувальної коробки.
Мінімальні обмежувальні прямокутники часто використовуються для вказування приблизної позиції географічного об'єкта чи набору даних, для зображення, приблизного просторового запиту, чи з метою просторового індексування. 